# NOR

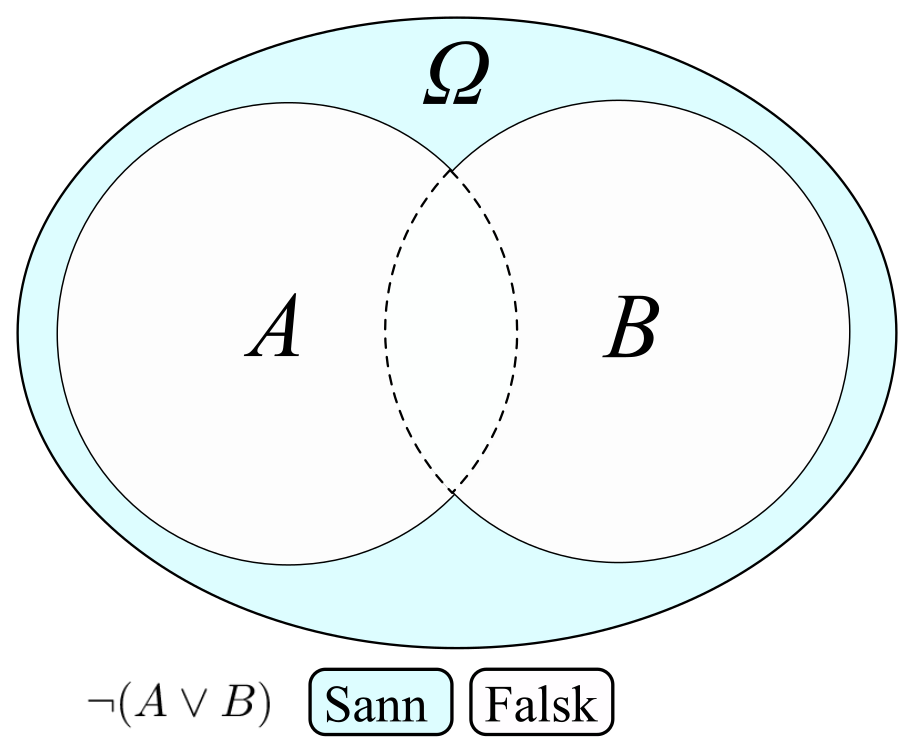
Venndiagram för

NOR, är en logisk operator, som fås genom negation av logisk disjunktion. NOR är en förkortning av NOT OR och uttrycks språkligt som Varken eller. Med  satsvariablerna p och q och med hjälp av logiska konnektiv kan p NOR q skrivas
{\displaystyle \lnot (p\lor q)}
Henry M. Sheffer visade 1912 att man med hjälp av operatorn NOR, ofta betecknad med, ↓, och kallad Peirce's pil, kunde uttrycka alla satslogiska konnektiv. Detta utnyttjades tidigare vid så kallad NOR-logik vid konstruktion av digitala kretsar.
Tillsammans med NAND-operatorn, även kallad Sheffers streck och betecknad med symbolen, |, är NOR-operatorn symboliserad av, ↓, de enda dyadiska operatorerna, som var och en kan uttrycka alla de andra satslogiska konnektiven.
NOR uttryckt med symboler och motsvarande venndiagram:
    {\displaystyle P\downarrow Q}
    {\displaystyle \Leftrightarrow }    
{\displaystyle \neg (P\lor Q)}
    
    {\displaystyle \Leftrightarrow }    
{\displaystyle \neg } 

## Sanningsfunktion och sanningstabell
NOR:s egenskaper beskrivs i satslogiken med en sanningsfunktion. I sanningsvärdetabellen är F = falsk och S = sann:
| p | q | p NOR q | p OR q |
| F | F | S       | F      |
| F | S | F       | S      |
| S | F | F       | S      |
| S | S | F       | S      |

## Tekniska lösningar
I elektriska kretsar, pneumatik, hydraulik, mekanik etcetera, kan funktioner som motsvaras av NOR realiseras.

### Seriekoppling

Om två brytare kopplas i serie på detta sätt, är lampan släckt om en eller båda brytarna är på

### NOR-grind
NOR-grinden är tillsammans med NAND-grinden de enda enskilda logiska funktioner med två ingångar, som förmår realisera alla andra logiska funktioner. Det är således möjligt att bygga vilken krets som helst genom att enbart kombinera lämpliga NOR-grindar.
|   |   | \| A \| B \| A NOR B \| \| H \| H \| L \| \| H \| L \| L \| \| L \| H \| L \| \| L \| L \| H \| |
| A | B | A NOR B                                                                                         |
| H | H | L                                                                                               |
| H | L | L                                                                                               |
| L | H | L                                                                                               |
| L | L | H                                                                                               |